# Nietupskie
Nietupskie – osada wsi Kundzicze w Polsce, położona w województwie podlaskim, w powiecie sokólskim, w gminie Krynki.
W latach 1975–1998 osada administracyjnie należała do województwa białostockiego.